# Concerto d'Aranjuez
Il Concerto d'Aranjuez (Concierto de Aranjuez) è probabilmente l'opera più nota di Joaquín Rodrigo, uno dei compositori spagnoli più famosi del primo dopoguerra. 

## Strumentazione e struttura musicale
La strumentazione è unica, dal momento che è raro trovare una chitarra solista che si confronta con il suono prodotto da un'intera orchestra. Ciò nonostante, la chitarra non viene mai coperta, pur rimanendo l'unico strumento solista per l'intera esecuzione, in quanto suona nei momenti di piano e pianissimo (fino a raggiungere dei ppp di soli fiati di accompagnamento), mentre nei pieni orchestrali la chitarra solista è in pausa.
Il concerto è suddiviso in tre movimenti: Allegro con spirito, Adagio e Allegro gentile. Senza dubbio il secondo movimento è il più conosciuto. Da esso è stato tratto materiale tematico per un'altra composizione, Aranjuez, Mon Amour. Il terzo movimento è caratterizzato da un interessante metro libero, ma prevalentemente di 3/8 + 3/4.

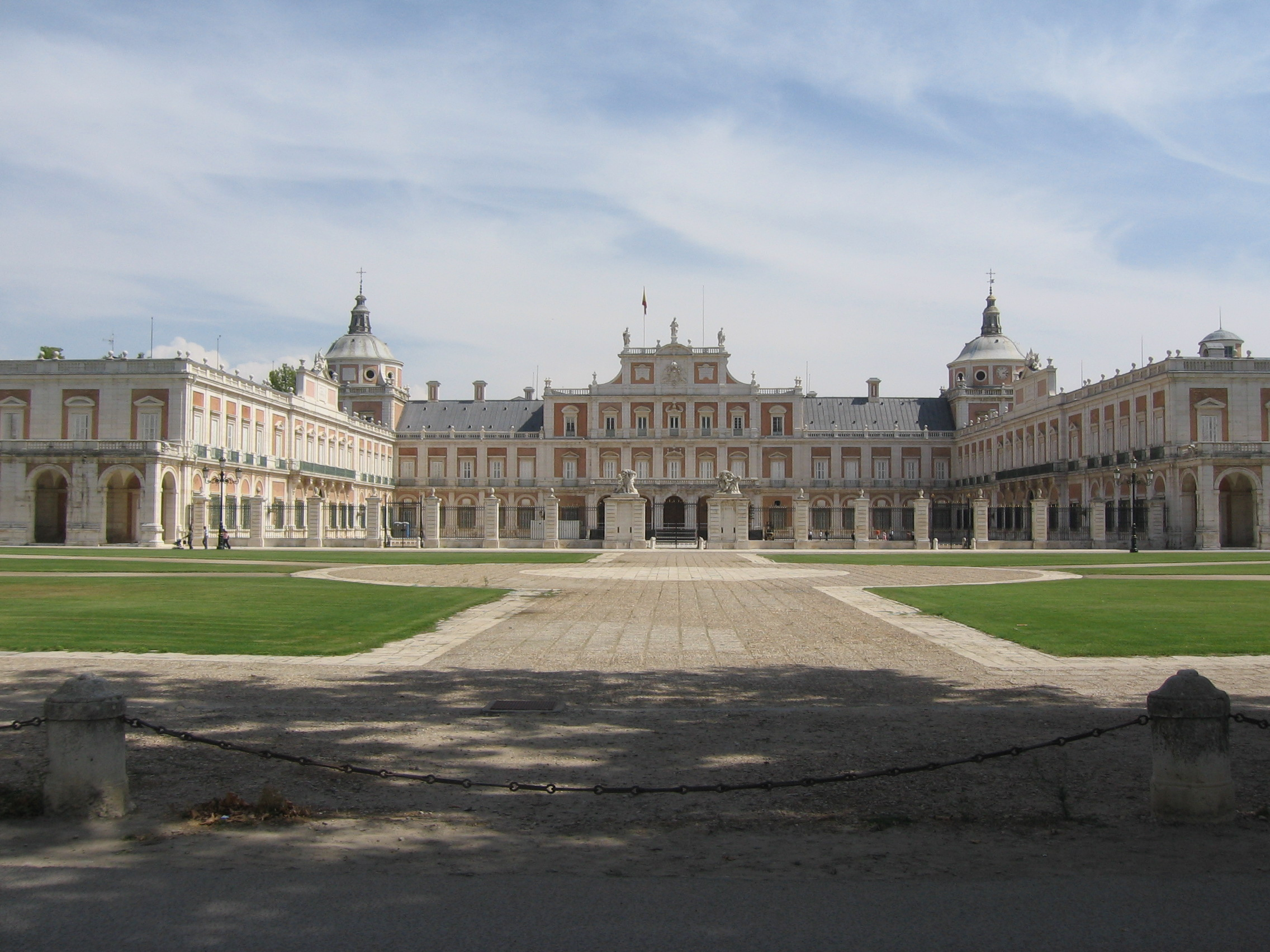
Palazzo Reale di Aranjuez, a 50 km da Madrid.

Scritto ispirandosi ai giardini del Palazzo Reale di Aranjuez, la residenza di primavera del re Filippo II nella seconda metà del secolo XVI, in seguito ricostruito a metà del secolo XVIII per Fernando VI, il concerto cerca di trasportare l'ascoltatore ai suoni della natura sebbene questi siano lontani nello spazio e nel tempo.
Secondo il compositore, il primo movimento è "animato da una forza ritmica e da un vigore pur in assenza dei due temi... interrompendo il suo implacabile ritmo". Il secondo movimento "rappresenta un dialogo tra la chitarra e gli strumenti solisti", mentre l'ultimo movimento "ricorda un ballo formale che nella combinazione di un ritmo doppio e triplo mantiene un tempo teso prossimo alla misura prossima". Egli descrive il concerto come la cattura della "fragranza di magnolie, il canto degli uccelli e il fragore delle fontane" dei giardini di Aranjuez.

## Storia e successo
Scritto all'inizio del 1939 a Parigi, in un'atmosfera tesa per le ultime vicissitudini della guerra civile spagnola e per l'imminente seconda guerra mondiale, costituisce la prima opera scritta da Rodrigo per chitarra e orchestra. 
Rodrigo, cieco dall'età di tre anni, fu un pianista e non suonava la chitarra. Tuttavia, seppe captare lo spirito della diversità della chitarra spagnola.
Molti sono i musicisti che hanno reinterpretato l'opera: tra loro Jim Hall, Modern Jazz Quartet, John Williams, Tommy Emmanuel, Paco de Lucía e Miles Davis, Narciso Yepes e anche Carlos Santana. Questi ultimi due hanno per giunta dedicato un loro disco all'opera del maestro Rodrigo. Nell'album Sketches of Spain, Davis afferma: "Si tratta di una melodia talmente forte che più piano la esegui, più forte risulta, mentre se la esegui con forza risulta più debole". Esistono anche canzoni scritte sulla melodia del concerto, di Mina con il nome Trenodia, e di Fabrizio De André sotto il titolo di Caro Amore. Richard Anthony; l'autore però, contestando le loro versioni, fece ritirare dal mercato i dischi con quelle incisioni. Il brano Spain del pianista Chick Corea, pubblicato nel 1972, costituisce, invece, una interpretazione strumentale jazz del Concerto d'Aranjuez in cui il tema e la progressione armonica sono tratti proprio dal secondo movimento della composizione di Joaquín Rodrigo.
Secondo uno studio pubblicato dalla Società Generale degli Autori ed Editori spagnola (SGAE) nel luglio del 2005, il Concerto d'Aranjuez è il brano musicale spagnolo che riscuote la maggiore popolarità in Giappone.

## Prima esecuzione
- 9 novembre 1940
- Regino Sáinz de la Maza, Orchestra Filarmonica di Barcellona
- Palau de la Música Catalana, Barcellona
- Direttore: César Mendoza Lasalle